# Východní Timor na Letních olympijských hrách 2008
Východní Timor se účastnil Letních olympijských her 2008 a zastupovali ho 2 sportovci ve 2 sportech (1 muž a 1 žena). Po jeho debutu v roce 2004 šlo o historicky druhou účast tohoto státu na olympijských hrách. Zemi reprezentovali dva maratonci, kteří se na hry kvalifikovali díky divoké kartě. Vlajkonoškou výpravy byla během zahájení her Mariana Diaz Ximenez, které v té době bylo her 24 let. Nikomu z výpravy se během her nepodařilo získat medaili.

## Pozadí
Po svém debutu v Athénách v roce 2004 se Východní Timor v roce 2008 účastnil svých druhých olympijských her. Nikdo z východotimorských atletů nesplnil kvalifikační limit A ani limit B a tak se oba reprezentanti na hry kvalifikovali díky divoké kartě, kterou obdrželi od Národního olympijského výboru Východního Timoru. Národní olympijské výbory mají obvykle možnost kvalifikovat až tři atlety do každé soutěže, pokud však všichni splnili limit A nebo jednoho sportovce do soutěže, pokud splnil limit B. Ovšem při neexistenci žádného sportovce, který by splnil alespoň nějaký limit, dostal Národní olympijský výbor Východního Timoru možnost kvalifikovat dva sportovce pomocí divoké karty, a to jednoho muže a jednu ženu. Národní olympijský výbor se rozhodl tyto dvě divoké karty udělil dvěma maratoncům, jmenovitě Marianě Diaz Ximenez a Augustu Ramosu Soaresovi. Ximenez pak byla vybrána za vlajkonošku výpravy během zahajovacího ceremoniálu.

## Disciplíny

### Atletika
Pro Augusta Ramose Soarese šlo o první účast na olympijských hrách, na které se kvalifikoval díky divoké kartě, aniž by se předtím zúčastnil nějaké významné sportovní události. Měl nastoupil do závodu proti dalším 97 závodníkům, ale nakonec byl jedním ze tří sportovců, kteří do závodu nenastoupili.
I pro Marianu Diaz Ximenez, které se dostalo cti nést vlajku během zahajovacího ceremoniálu, šlo o první účast na olympijských hrách. Na olympijské hry se kvalifikovala díky divoké kartě i přesto, že její osobní rekord byl 3 hodiny 11 minut 3 sekundy, tedy 40 minut a 3 sekundy pomalejší než kvalifikační limit B. Dne 17. srpna nastoupila do závodu, ve kterém závodilo dalších 81 atletek. Ovšem poté co si na 26 km pohmoždila levou nohu závod nedokončila.
| Sportovec/Sportovkyně | Disciplína     | Finále      | Finále      |
| Sportovec/Sportovkyně | Disciplína     | Čas         | Pořadí      |
| --------------------- | -------------- | ----------- | ----------- |
| Augusto Ramos Soares  | maraton – muži | nestartoval | nestartoval |
| Mariana Diaz Ximenez  | maraton – ženy | nedokončila | nedokončila |